# Изгори, за да светиш
„Изгори, за да светиш“ е български 7-сериен телевизионен игрален филм (приключенски) от 1976 година на режисьора Неделчо Чернев, по сценарий на Антон Дончев. Оператор е Димо Коларов. Музиката във филма е композирана от Петър Ступел, Атанас Бояджиев.

## Серии
- 1. серия – 81 минути
- 2. серия – 82 минути
- 3. серия – 64 минути
- 4. серия – 73 минути
- 5. серия – 80 минути
- 6. серия – 74 минути
- 7. серия – 79 минути

## Актьорски състав
| В главните роли                            | Изпълнител      |
| ------------------------------------------ | --------------- |
| Павел Крилов, нелегалния                   | Коста Цонев     |
| Савин, резидент на съветското разузнаване  | Алексей Баталов |
| Вера Крилова                               | Цветана Манева  |
| Данева                                     | Невена Коканова |
| генерал Данев                              | Георги Черкелов |
| Милев                                      | Стефан Гецов    |
| Михайлов                                   | Петър Чернев    |
| Ева Вебер, бивша секретарка на Ранке       | Петра Хинце     |
| Херман Ранке                               | Клаус Герке     |
| д-р Делиус, шеф на германското разузнаване | Фридриф Юнге    |
| Шеленберг, висш нацист                     | Хайнц Беренс    |
| Гажина                                     | Ирена Карел     |
| Де Микеле                                  | Мико Кундари    |